# Subway Surfers
Subway Surfers er et platformspil til telefon udviklet af de danske firmaer Kiloo og SYBO Games. Spillet blev først udsendt i maj 2012, og er siden blevet en stor succes.
I 2017, og igen i 2021, var Subway Surfers det mest downloadede spil i verden.
I spillet er spilleren en ung graffitikunstner, som da personen bliver fanget i at "tagge" et tog, løber gennem jernbaneskinnerne for at undslippe.
Hver måned er der i gennemsnit 100 millioner, der spiller Subway surfers, og hver dag bliver spillet downloadet over én million gange. I perioder med corona-nedlukning steg antallet til halvanden million. I otte år har en samarbejdsaftale mellem to danske spilfirmaer, Kiloo i Aarhus og Sybo i København, dannet grundlag for den største, danske kommercielle spilsucces nogensinde: Mobilspillet Subway Surfers, hvor en graffitiglad fyr hopper rundt mellem jernbaneskinner og vagtfolk - og tjener et milliardbeløb hjem til skaberne. Men i januar udløb aftalen, og derfor bliver der nu lavet om på samarbejdet. Spillet er udviklet sammen af de to spilproducenter, men med skillelinjer. Sybo ejer alle rettigheder til selve spillets indhold, altså IP-rettighederne, og Kiloo har haft rollen som udgiver af spillet.
Da spillet udkom, forklarede Kiloos kreative direktør det selv sådan, at Sybo stod for oplevelsen med spillet, og Kiloo for alt det ’uden om’.
Men fremover bliver det ændret, så Sybo kommer til at overtage udgivelsen på mobile platforme. Til gengæld skal Kiloo nu udgive spillet på andre platforme, for eksempel som webspil og hos flyselskaber.